# Pien Smit
Pien Smit (Waarland, 25 maart 2004) is een langebaanschaatser uit Nederland.
In oktober 2021 nam Smit voor schaatsacademie Noordwest deel aan de 500 meter op de NK afstanden 2022, waar ze een nieuw persoonlijk record van 39.07 reed.
Zowel op de worldcup junioren op 22 januari 2022 als bij de wereldkampioenschappen schaatsen junioren 2022 op 28 januari 2022 ook in Innsbruck won ze een gouden medaille op de 500 meter. Op de teamsprint op 30 januari haalde ze daar de gouden medaille samen met Jildou Hoekstra en Chloé Hoogendoorn.

## Records

### Persoonlijke records[4]
| Afstand    | Tijd    | Datum             | Baan       |
| ---------- | ------- | ----------------- | ---------- |
| 500 meter  | 38.24   | 9 november 2024   | Heerenveen |
| 1000 meter | 1.15.60 | 4 december 2021   | Inzell     |
| 1500 meter | 2.00.49 | 9 januari 2021    | Heerenveen |
| 3000 meter | 4.29.94 | 26 september 2021 | Heerenveen |

## Resultaten
| Jaar | NK Afstanden | NK Sprint                | WK Junioren                               |
| ---- | ------------ | ------------------------ | ----------------------------------------- |
| 2022 | 18e 500m     |                          | 500m · DNF 1000m · 12e 1500m · teamsprint |
| 2023 |              | 16e (16e, 18e, 17e, 16e) | 9e 500m · 10e 1000m · teamsprint          |
| 2024 | 14e 500m     | 7e (8e, 5e, 8e, 5e)      |                                           |
| 2025 | 18e 500m     |                          |                                           |